# Sočica
Sočica (cyr. Сочица) – wieś w Serbii, w Wojwodinie, w okręgu południowobanackim, w mieście Vršac. W 2011 roku liczyła 133 mieszkańców.